# Юбилейная международная выставка в Аделаиде
Юбилейная международная выставка в Аделаиде (англ. Adelaide Jubilee International Exhibition) — проходила в Аделаиде, Южная Австралия. Была посвящена 50-летию вступления королевы Виктории на престол 20 июня 1837 года. Проведение выставки также ознаменовало 50-летнюю годовщину провозглашения Южной Австралии, произошедшую шестью месяцами ранее, 28 декабря 1886 года.

## История
Идея проведения международной выставки в Южной Австралии была выдвинута в начале 1880-х как патриотический жест, кульминацией которого стал законопроект, принятый парламентом в 1883 году. Последующие возражения против связаных с этим расходов привели к тому, что в 1884 году законопроект был отменён, а сэр Эдвин Т. Смит настоял на менее грандиозном проекте, в результате которого был принят закон 1885 года и выделено 32 000 фунтов стерлингов на постоянное здание юбилейной выставки, а также на прилегающее временное здание. Стоимость проведения выставки, которую планировали покрыть за счёт вступительных взносов, была оплачена группой богатых поручителей, включая скотовода Клемента Сабина. От железнодорожного вокзала до выставочного здания была построена железнодорожная линия.
Официальная церемония открытия состоялась 21 июня 1887 года и началась после молитвы епископа Кенниона и исполнения Кантаты Открытия (Джордж Герберт Коссинс/Эдвард Эндрюс) с выступления вице-президента Комиссии Южной Австралии сэра Эдвина Смита, который вручил губернатору сэру Уильяму Робинсону золотой ключ от выставочного здания. Когда официальная часть была закончена, оркестр и хор под руководством профессора Джошуа Айвза исполнили Песнь Австралии.
Другая композиция, «Юбилейная кантата» или «Кантата Виктории» была высоко оценена на церемонии закрытия выставки 7 января 1888 года. Написанная (слова и музыка) Карлом Путтманом, она началась вариациями на «Песнь Австралии» и завершилась фугой на мотив гимна «Боже храни королеву».

## Премии
34 жюри в составе от 4 до 12 членов (общим количеством 192, 92 из которых были из Нового Южного Уэльса и Виктории, а остальные из Южной Австралии) присудили около 3426 премий
|                                                   | 1-я премия | 2-я премия | 3-я премия | Всего |
| ------------------------------------------------- | ---------- | ---------- | ---------- | ----- |
| Австро-Венгрия                                    | 45         | 32         | 17         | 94    |
| Бельгия                                           | 71         | 39         | 46         | 156   |
| Британское Северное Борнео                        | 1          |            |            | 1     |
| Дания                                             | 1          |            |            | 1     |
| Франция                                           | 10         | 7          | 2          | 19    |
| Германия                                          | 71         | 32         | 11         | 114   |
| Голландия                                         | 1          | 1          |            | 2     |
| Италия                                            | 2          | 1          |            | 3     |
| Новый Южный Уэльс                                 | 189        | 130        | 75         | 394   |
| Виктория                                          | 268        | 151        | 89         | 508   |
| Южная Австралия                                   | 457        | 316        | 225        | 998   |
| Сейшельские острова                               | 4          |            |            | 4     |
| Швеция                                            | 3          | 1          |            | 4     |
| Швейцария                                         | 1          |            |            | 1     |
| Соединённые Штаты Америки                         | 56         | 21         | 10         | 87    |
| Соединённое королевство Великобритании и Ирландии | 663        | 227        | 98         | 988   |
| Алжир                                             | 1          |            |            | 1     |
| Канада                                            | 3          | 7          |            | 10    |
| Фиджи                                             | 4          | 1          |            | 5     |
| Индия                                             | 2          | 1          |            | 3     |
| Джохор                                            | 2          | 2          |            | 4     |
| Манила                                            | 1          |            |            | 1     |
| Новая Зеландия                                    | 6          | 4          |            | 10    |
| Тасмания                                          | 11         | 2          |            | 13    |
| ВСЕГО                                             | 1,875      | 975        | 576        | 3,426 |

## Сельскохозяйственная выставка
Одновременно с Юбилейной выставкой, с 14 по 17 сентября, но на «старых выставочных площадках» на другой стороне Фром-роуд проводило свою Весеннюю выставку местное Королевское сельскохозяйственное и садоводческое общество. Из-за большого интереса, особенно проявленного к показу овец, выставка была продлена с двух до четырёх дней